# Gabriel Moll Blanes
Nascut com a Gabriel Moll Blanes (Capdepera, Mallorca, 1941 – Barcelona, 17 de febrer de 2009), fou un home que dedicà tota la seva vida al teatre, el cinema i la cultura que el portaren a abastar una gran varietat de camps professionals que inclouen des de la interpretació i la dramatúrgia, fins a la gestió i la direcció.

## Trajectòria professional
De ben jove es llicencià en Ciències Econòmiques per la Universitat de Barcelona, però aviat començà a introduir-se en el món del teatre iniciant estudis d'interpretació i direcció a l’Escola d'Art Dramàtic Adrià Gual (1966 – 1970). En aquella època, amb la Companyia Adrià Gual daptà Mort de Dama de Llorenç Villalonga (dirigida per Ricard Salvat i estrenada al Teatre Romea) i que treballà com a actor en Primera història d'Esther de Salvador Espriu. Continuà la seva trajectòria teatral al grup liderat per Mario Gas, que el 1971 el dirigí en l'espectacle de cuplets de Guillermina Motta a "la Paloma" Remena, nena, i l'any següent, a l'èxit de Tango amb Motta i Enric Barbat, el qual romangué 2 anys en cartell. Durant una estada a Madrid, actuà en l'Equus de Peter Shaffer dirigit per Manolo Collado, el 1975, juntament amb Juan Ribó i José Luis López Vázquez. Després retornà a Catalunya i treballà a les ordres de Ventura Pons al Rocky Horror Show (Romea, 1977) del Grec 78, en el qual també hi participaren Oriol Tramvia i Christa Leem i La Moscheta de Ruzzante.
El 1979 i a partir de la seva experiència en el Festival Internacional de Sitges inicià la seva etapa professional com a gestor. Va ser llavors que començà a desenvolupar diversos càrrecs importants dins destacades institucions culturals i teatrals, al Festival Grec de Barcelona com a director en 1979, i en 1994 i 1999 com a Subdirector sota les ordres de Xavier Albertí, en el Teatre Lliure en 1986 i 1988 com a director adjunt quan el director era Fabià Puigserver, del 1992 a 1998 i Gerent tècnic de la sala de Gràcia durant l'època de Lluís Homar, i en el Gran Teatre del Liceu del 2000 fins al 2006 (any en què es jubilà) desenvolupà diverses tasques de gestió i vinculades amb les relacions públiques. Durant la seva estada i juntament amb Jaume Cleries endegà un dels projectes centrals de la institució, el departament audiovisual. Fou Patró fundador de la Fundació Teatre Lliure

### Promotor de teatre
En paral·lel a la gestió i administració també desenvolupa tasques directives com a programador i promotor de tota classe d'espectacles teatrals, sent del 1980 a 1983 responsable de programació del Teatre Grec programant Dario Fo i Ferruccio Soleri, el Living, Lindsay Kemp, Sankai Juku, el London Opera Ensemble i les posades operístiques de Mario Gas. En 1983, com a delegat municipal de l'Àrea de Cultura de l'Ajuntament de Barcelonaarran de la seva tasca de recerca d'un emplaçament per a la representació el 28 de febrer de 1983 de l'òpera La tragedia de Carmen de Peter Brook "descobrí" el Mercat de les Flors, inaugurant aquest espai de les arts escèniques. El 1989 amb motiu dels Jocs Olímpics de Barcelona'92 és responsable de la programació de teatre, dansa i òpera de la ciutat i del Festival de Tardor i el Festival Olímpic programant El Quijote de Scaparro-Flotats, la Medea de Núria Espert i Irene Papas, el Tirano Banderas de Pasqual, el Cabaret de Savary i Edipo Tirano de Matthias Langhoff. Durant aquesta mateixa època retorna a l'equip de teatre de Mario Gas i junts porten a Barcelona espectacles de Bergman, Chereau, Sybeberg, Tabori, Langhoff i Corsetti.

## Cinema
La seva activitat artística però, no es limità en el món del teatre, també tingué una carrera professional com a actor cinematogràfic. La seva filmografia és la següent:
- 1974: Crónicas de rondibilis
- 1976: Mark of Zorro
- 1977: Virilidad a la española
- 1979: El buscón
- 1979: Companys, procés a Catalunya
- 1980: La campanada
- 1981: Les guillermines del rei Salomó
- 1981: El vicari d'Olot
- 1987: Bar-Cel-Ona
- 1992: El llarg hivern
- 1999: Homenots
- 1999: El triomf de la voluntat
- 2006: El coronel Macià

També participà en el documental de Joaquim Jordà Numax presenta (1979) i en el programa televisiu Memòries de la tele (2008)

## Fons Biel Moll
A la Biblioteca Jaume Fuster, de Barcelona, s'hi pot trobar el Fons Biel Moll de pel·lícules cinematogràfiques. Donatiu de la família de l'actor, director teatral i director del Festival Grec de Barcelona, representa una important aportació al conjunt de fons de cinema de la Biblioteca Jaume Fuster, així com al de les Biblioteques de Barcelona. El fons, que consta de 1.859 DVD, abasta tota mena de gèneres (acció, animació, aventures, bèl·liques, ciència-ficció, comèdies…), de totes les èpoques i de moltes procedències: cinema europeu, nord-americà, sud-americà, africà i asiàtic. Es tracta d'una col·lecció heterogènia que recull tota mena de corrents cinematogràfics i que també aporta documents de qualitat i únics a la col·lecció de les Biblioteques de Barcelona. Aquest fons es pot consultar al catàleg col·lectiu de les Biblioteques de Barcelona i té les mateixes condicions de préstec que la resta de documents audiovisuals. Aquest fons es troba localitzat a la primera planta de la biblioteca.